# Neustädter Kirchhof 22 (Quedlinburg)

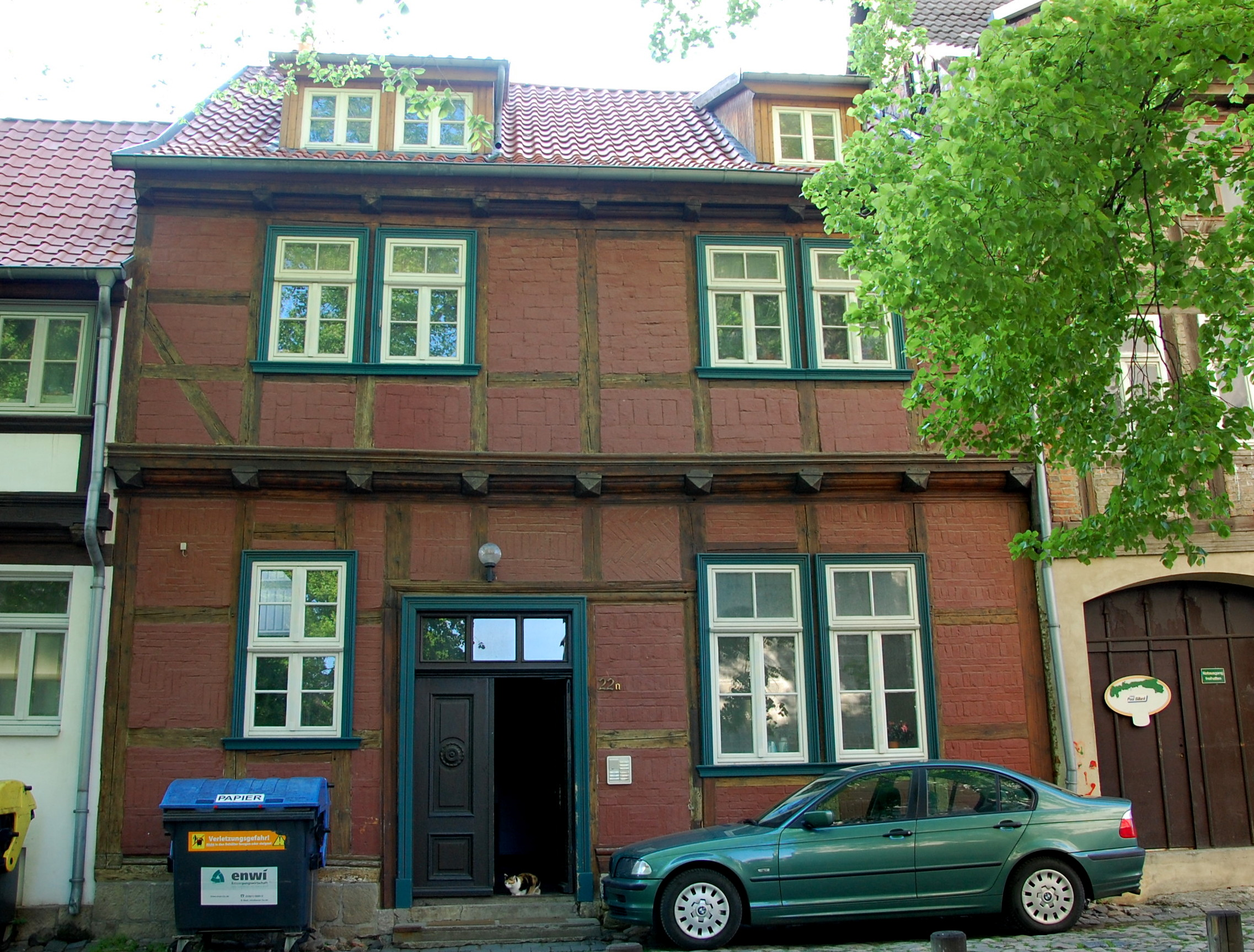
Haus Neustädter Kirchhof 22

Das Haus Neustädter Kirchhof 22 ist ein denkmalgeschütztes Gebäude in der Stadt Quedlinburg in Sachsen-Anhalt.

## Lage
Es befindet sich in der historischen Quedlinburger Neustadt auf der Westseite des Neustädter Kirchhofs und ist im Quedlinburger Denkmalverzeichnis als Wohnhaus eingetragen. Östlich des Hauses steht die Sankt-Nikolai-Kirche.

## Architektur und Geschichte
Das zweigeschossige Fachwerkhaus besteht aus zwei Gebäudeteilen. Der ältere Teil stammt von 1700 und weist an seinem Fachwerk als Zierelemente Pyramidenbalkenköpfe und profilierte Füllhölzer auf. Eine Inschrift LZM verweist auf den Zimmermeister LZM als Erbauer. Am jüngeren Teil befindet sich eine den Bau auf das Jahr 1730 datierende Inschrift.